# Bernhard Schenck zu Schweinsberg
Bernhard Johann Ludwig Schenck zu Schweinsberg (* 7. März 1807; † 17. April 1840) war ein deutscher Jurist, Kammerherr und Landrat in Hungen.

## Leben

### Herkunft und Familie
Bernhard Schenck zu Schweinsberg entstammte dem hessischen Uradelsgeschlecht Schenck zu Schweinsberg, aus dem zahlreiche namhafte Persönlichkeiten hervorgegangen sind. Er war der Sohn des Ludwig Schenck zu Schweinsberg (1767–1847) und dessen Ehefrau Amalie von Zwierlein (1778–1824, Tochter des Salentin von Zwierlein). Seine Geschwister waren
- Caroline (1800–1832, ⚭ 2. April 1826 Ferdinand Franz Joseph von Stein-Lausnitz)
- Henriette (1802–1888, ⚭ 24. Juni 1829 Gotthard Silvius Schenck zu Schweinsberg)
- Friedrich Georg Ferdinand (1805–1836, Dr. jur.,  Kammerherr, Reisestallmeister)
- Wilhelm Christian Carl (1809–1874, Kammerherr)
- Therese (1814–1877, ⚭  Wilhelm von Berswordt gen. Wallrabe (1807–1888))
- Bertha (1820–1887).

Am 7. September 1839 heiratete er Emma Caroline Wilhelmine von Schwarzenau (1817–1885), Tochter des Forstmeisters Friedrich Ludwig von Schwarzenau (1774–1848) und der Caroline Kilp.

### Wirken
Bernhard absolvierte ein Studium der Rechtswissenschaften und wurde Akzessist am Hofgericht Gießen. Er wechselte in die Verwaltung und wurde am 12. Mai 1837 Landrat in Hungen. Damit löste er den Landrat Ludwig Christian Knorr von Rosenroth ab, der dieses Amt von 1834 an innehatte.